# Велике Невільниче озеро

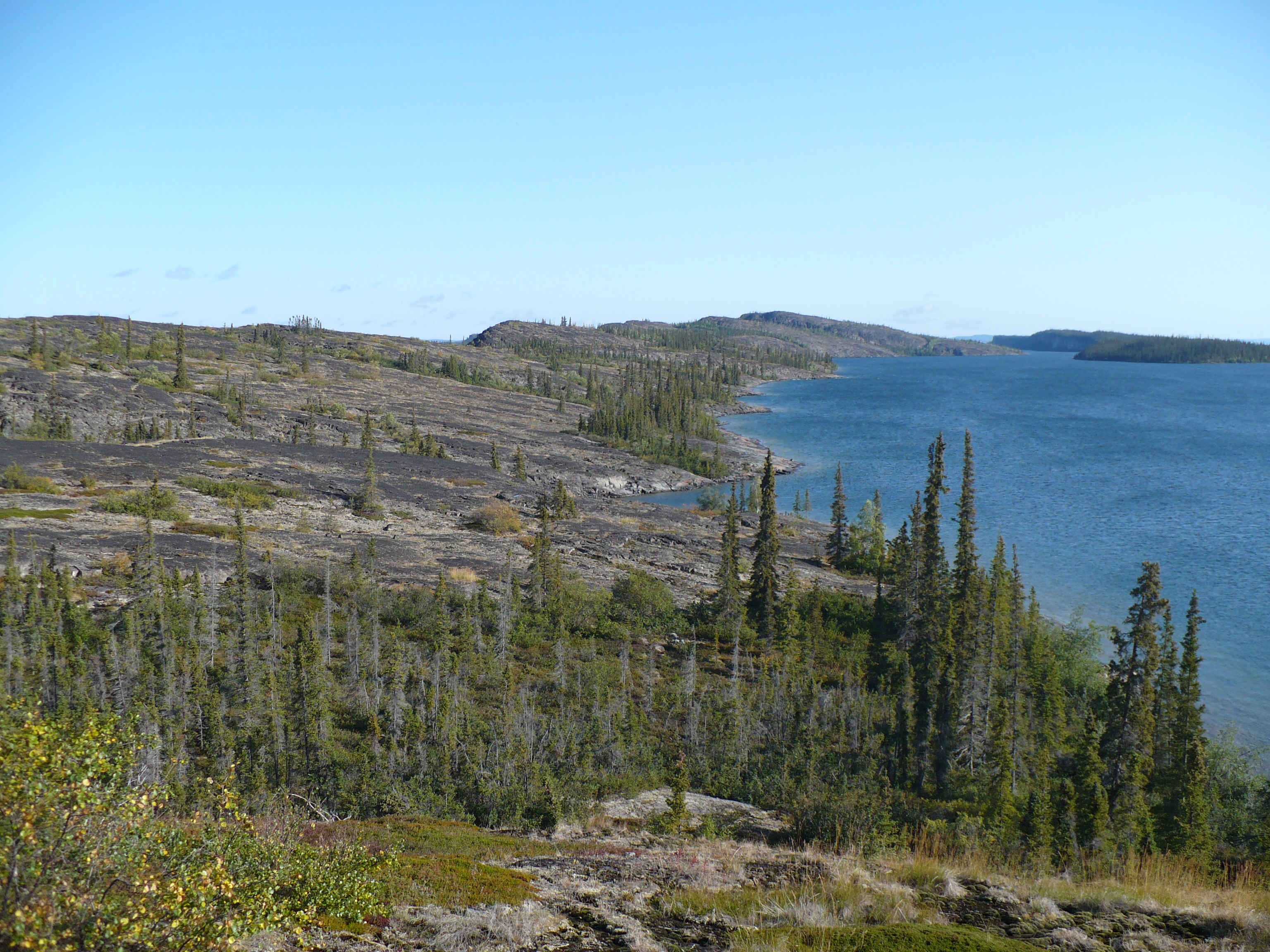
На берегах Великого Невільничого озера

Велике Невільниче озеро (фр. Grand lac des Esclaves,англ. Great Slave Lake) — друге за величиною озеро в Північно-Західних територіях в Канаді (після Великого Ведмежого озера), найглибше озеро в Північній Америці, завглибшки 614 м, і десяте за величиною озеро у світі, розташовано на висоті 156 м над рівнем моря. Завдовжки 480 км і завширшки від 19 до 109 км. Площа озера становить 27 200 км², об'єм — 2 090 км³. Басейн озера займає площу 971 000 км².

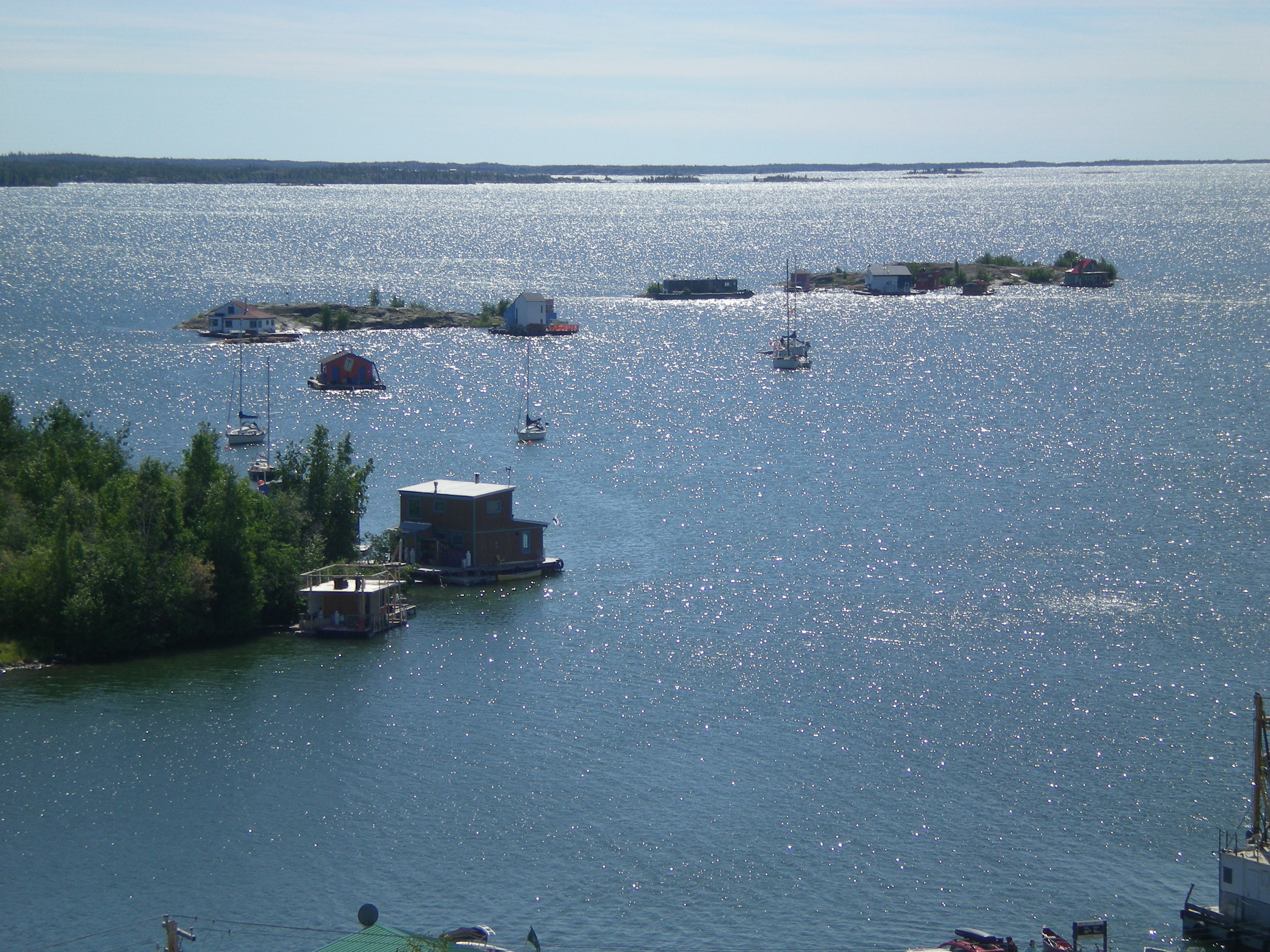
Велике Невільниче озеро в районі міста Єлловнайф

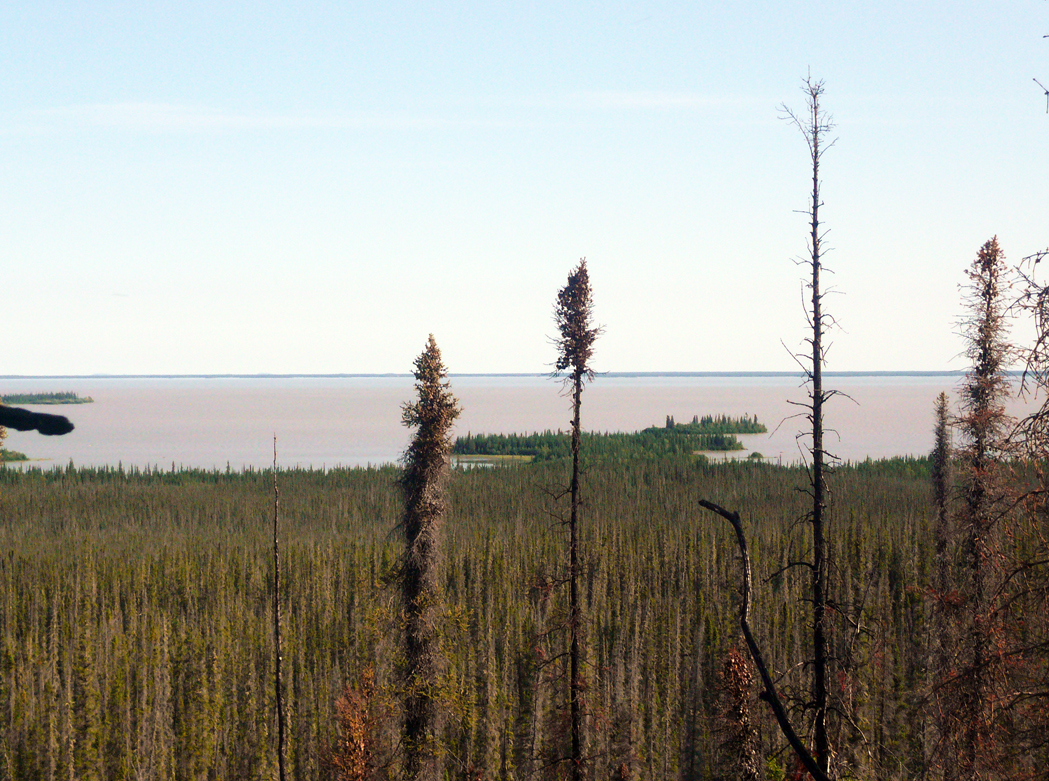
Північна бухта Великого Невільничого озера

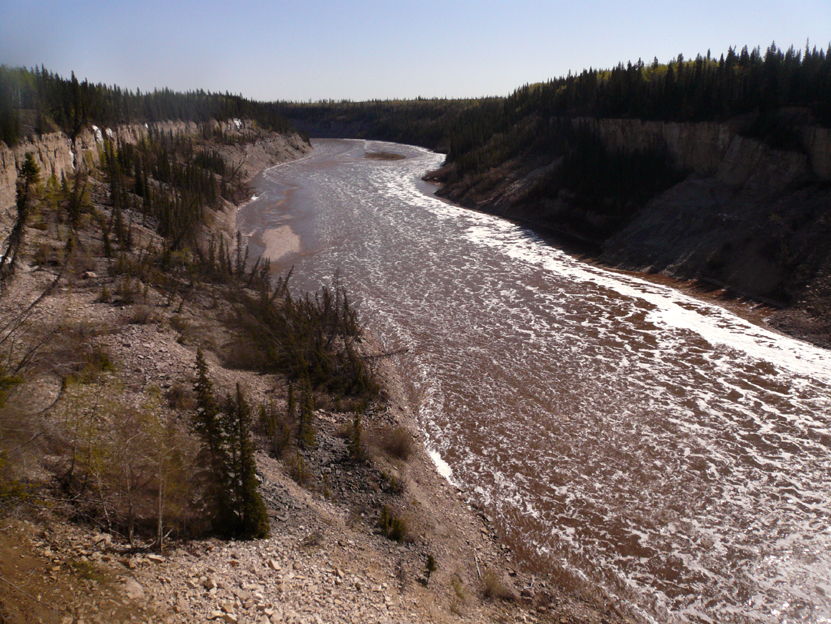
Річка Гей, одна з приток Великого Невільничого озера

Протягом восьми місяців на рік озеро скуте кригою. Узимку крига може витримати вантажівку. До 1967 року, поки навколо озера не побудували постійне шосе, крам до Єлловнайфа, що розташований на північному березі, завозився кригою. І наразі крам та паливо взимку доставляються кригою до діамантових копалень, розташованих у верхів'ях річки Коппермайн.
Основні річки, що впадають в озеро — річка Гей і Невільнича (англ. Slave River). З озера витікає річка Маккензі. Західний берег покритий лісом, на східному і північному — тундра. Поряд з такими озерами як Велике Ведмеже озеро і Атабаска, воно є залишком давнього великого прильодовикового озера Макконнелл.
Східний рукав Великого Невільничого озера, багатий островами, надзвичайно мальовничий: тут зустрічаються скелі, які здіймаються вгору і бурхливі річки. Півострів Петей (англ. Pethei) поділяє Східний рукав на бухту Маклеод (англ. McLeod) на півночі і бухту Крісті (англ. Christie) на півдні. Єдине селище на Східному рукаві — Люцел Ке (англ. Lutsel K'e) з населенням близько 350 мешканців, переважно місцевих індіанців.

## Назва
Назва озера виникла в результаті плутанини. Навколо озера здавна проживало індіанське плем'я Слейві, назва якого було помилково ототожнено з англійським словом англ. Slave, «раб», у зв'язку з чим назва озера і перекладається на різні мови світу як «невільниче». На ділі, Слейв є войовничим і квітучим народом, його чисельність (бл. 10 000 осіб на початку XXI ст.) та має ареал вельми великий порівняно з багатьма іншими індіанськими народами Канади. Аналогічна плутанина існує з назвою річки Невільнича. Говіркою віліде (місцевої гілки народу єллоунайф) назва озера звучить як Тіндее (Tinde'e).

## Історія
Ще в давнину на озері селилися корінні народи Канади.
Британський торговець хутром Семюель Герн (англ. Samuel Hearne) вперше досліджував район у 1771 році і перетнув замерзле озеро.
У 1930-х роках на озері було знайдено золото, це послужило приводом для заснування міста Єллоунайф, столиці території.
У 1967 році була побудована автострада навколо озера, спочатку як продовження автостради Маккензі, наразі відоме як шосе Єллоунайф або шосе 3.
24 січня 1978 року в районі озера впав радянський супутник «Космос-954», спричинивши радіоактивне забруднення місцевості.
Розвинута берегова лінія; замерзає на вісім місяців; витікає річка Маккензі; судноплавне; рибальство.
На березі розташовані міста Єллоунайф (центр видобутку золота), Форт-Резолюшн.

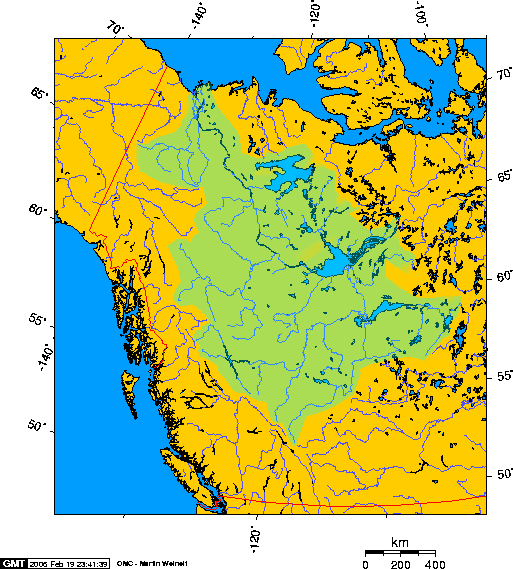
Велике Невільниче озеро в басейні річки Маккензі на Заході північної Канади

## Екосистема
Велике Невільниче озеро лежить на південь від лінії лісу, в північному бореальному лісі і в перехідному просторі між лісом і тундрою. Сосна звичайна і ялина є домінуючими видами, найбільш значні ділянки густого лісу розташовані поблизу берегів озера.
Озеро справляє помірний вплив на місцевий клімат, забезпечуючи більш тривалий вегетаційний період, ніж у регіонах, віддалених від його вод. Велике Невільниче озеро починає замерзати в кінці листопада, лід залишається в озері до середини або до кінця травня. На середину червня озеро повністю відкрите, а середина літа — найбільш спокійний час на озері. Восени на озері часто бувають шторми.
На озері практикується як спортивна риболовля, так і комерційний промисел. Ловляться такі види: сиг, Salvelinus namaycush, щука та інші.
Дослідники рибальства розділили Велике Невільниче озеро на три області, засновані на відмінностях в популяції риб: центральна відкрита область, довгий північний рукав і східний рукав. Домінуючі види риб, як-от сиг оселедцеподібний, Salvelinus namaycush та Coregonus artedi, як правило, зустрічаються по всьому озеру з деякими варіаціями. Наприклад, сиг оселедцеподібний уникає найглибших заток, але процвітає у відносно прохолодних, неглибоких водах. Salvelinus namaycush і харіус найбільш поширені на сході й півночі. Неглибокі, теплі, каламутні води біля південного берега і в кінці північного рукава забезпечують багате середовище проживання для Hiodon alosoides, Remora albescens і судака.
Велике Невільниче озеро розташоване на шляху міграції багатьох перелітних птахів. Тут їх зона відпочинку. Потім водоплавні птахи використовують міграційний коридор долини Маккензі, щоб гніздитися на берегах Північного Льодовитого океану. Береги, острови озера та прибережні болота також є місцем гніздування багатьох видів птахів.
Чотири райони озера, де найчастіше відпочивають птиці, захищені Конвенцією про перелітних птахів. Північний рукав з його неспокійними й неглибокими водами, болотами та численними островами сприяє гніздуванню черні чубатої, шилохвосту та крижню. Тисячі лебедів, гусок і качок годуються і відпочивають тут під час весняної міграції. 97 островів групи Вест-Міраж відвідуються птахами, що гніздуються, як-от поморникові та плавунці, а також багатьма іншими. Східний рукав містить глибокі, чисті води, скелясті острови і скелі, що сприяють гніздування мартинів, крячків і качок, а також орланів білоголових і інших хижих птахів. На південних і західних берегах, де багато заток, боліт та островів, можна знайти мартинів каліфорнійських, сріблястих, сизих, делаверських і звичайних крячків річкових.